# Alepisaurus
Alepisaurus är ett släkte av fiskar. Alepisaurus är enda släktet i familjen Alepisauridae. Taxonomin är däremot omstridd.
Släktets medlemmar förekommer i Atlanten och Stilla havet. De har en långsträckt kropp och saknar fjäll. Huvudet kännetecknas av en stor mun med stora tänder. Dessa fiskar saknar simblåsa och når en längd upp till 2 meter.
Arter enligt Catalogue of Life och Fishbase:
- kortnosad ödlevargfisk
- ödlevargfisk

## Bildgalleri

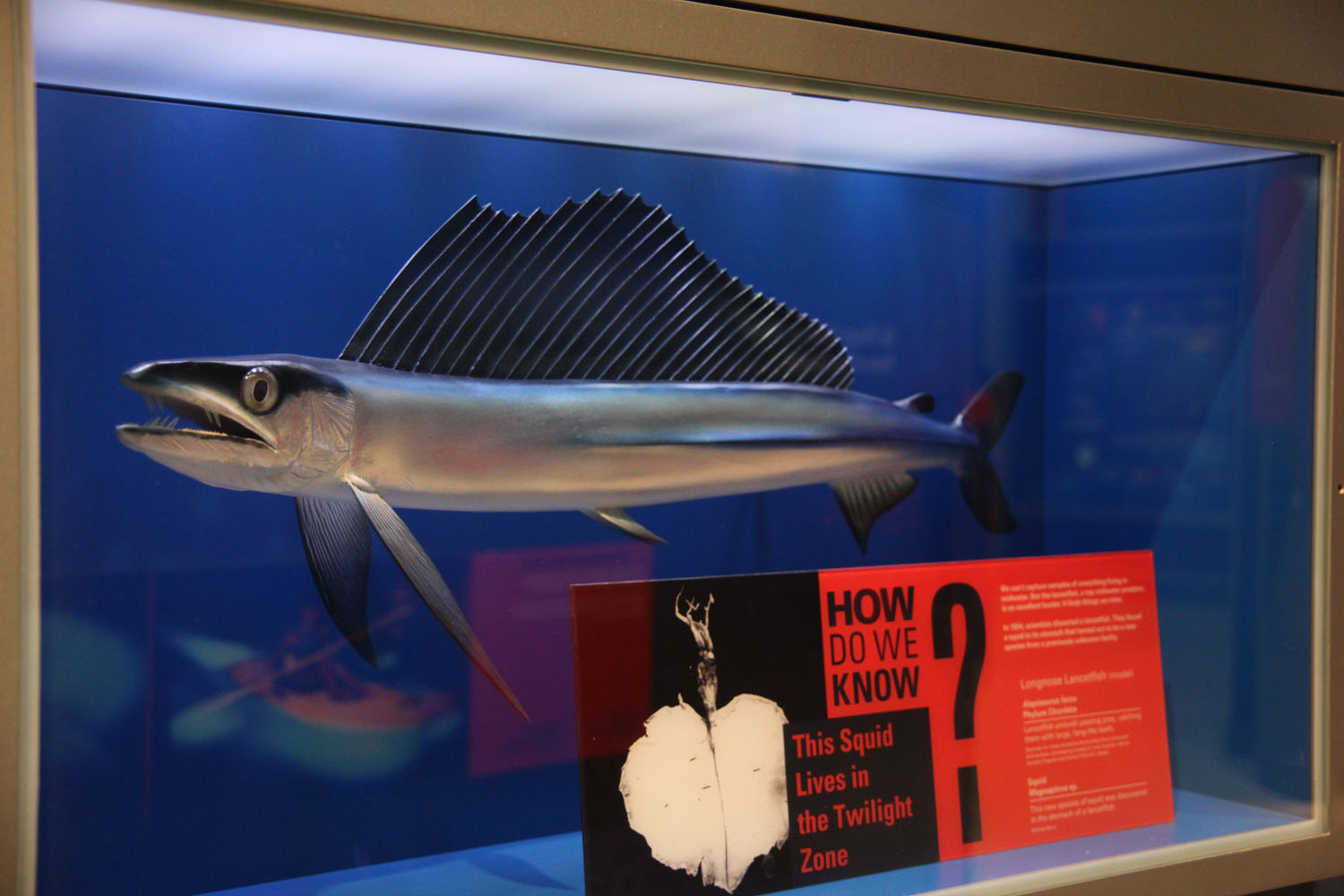